# Etilen-oksid
Etilen-oksid (oksiran, epoksietan; C2H4O, (CH2)2O) je tročlani ciklički eter.

## Svojstva i osobine
Bezbojan, otrovan i zapaljiv plin, a sa zrakom stvara eksplozivnu smjesu. U tekućem je stanju na temperaturi nižoj od 11 °C, tališta -111 °C, a vrelišta 13,5 °C.

Međuproizvod je u mnogim organskim sintezama.

## Dobivanje
Pripravlja se katalitičkom oksidacijom etena, a može hidrolizirati u etan-1,2-diol.

## Uporaba
Upotrebljava se kao fumigant za namirnica i tekstil, za sterilizaciju kirurških instrumenata, opreme i tvari osjetljive na visoke temperature, jer u plinovitom stanju uništava bakterije, plijesni i gljivice.

Koristi se kao sirovina za pripravu akrilonitrila, etanilamina, etilen-glikola, poli(etilenoksida) (PEO), poli(etilenglikola) (PEG) i neionskih površinski aktivnih tvari.